# Metepeira foxi
Metepeira foxi är en spindelart som beskrevs av Willis J. Gertsch och Ivie 1936. Metepeira foxi ingår i släktet Metepeira och familjen hjulspindlar. Inga underarter finns listade i Catalogue of Life.